# Dendrobium opacifolium
Dendrobium opacifolium är en orkidéart som beskrevs av Johannes Jacobus Smith. Dendrobium opacifolium ingår i släktet Dendrobium, och familjen orkidéer. Inga underarter finns listade i Catalogue of Life.